# 新不列顛
新不列顛岛（英語：New Britain）是巴布亚新几内亚俾斯麦群岛的主要岛屿之一，介乎主島與新愛爾蘭之間，面积36,520平方公里，是世界第39大岛。
基於行政便利，本島分為東、西兩個省：
- 東新不列顛省，省會在科科波；
- 西新不列顛省，省會位於慶比。

新不列顛於1700年2月27日由德國人發現，當時被稱為新波美拉尼亞。